# Male roke
Male roke je četrti extended play slovenske alternativne rock skupine Siddharta, izdan leta 2007. Prva pesem je združitev pesmi Male roke ter pesmi Voda skupine Dan D. Pesem izvajata obe skupini, pri čemer Tomi Meglič poje del iz pesmi Voda, pevec skupine Dan D, Tokac, poje del iz pesmi Male roke.

## Seznam pesmi
Pesem Male roke/Voda sta napisala Tomi Meglič in Tomislav Jovanović - Tokac. Pesem Plastika sta napisala Tomi Meglič ter Jani Hace. Ostale je napisal Tomi Meglič.
| Št.             | Naslov                                | Dolžina |
| --------------- | ------------------------------------- | ------- |
| 1.              | „Male roke/Voda‟ (Siddharta in Dan D) | 4:42    |
| 2.              | „Male roke‟ (albumska verzija)        | 3:05    |
| 3.              | „Male roke‟ (verzija v živo)          | 4:02    |
| 4.              | „Plastika‟ (verzija v živo)           | 4:18    |
| 5.              | „Domine‟ (verzija v živo)             | 4:29    |
| 6.              | „Homo Carnula‟ (verzija v živo)       | 5:00    |
| Skupna dolžina: | Skupna dolžina:                       | 25:36   |

## Zasedba

### Siddharta
- Tomi Meglič - vokal, kitara
- Primož Benko - kitara
- Boštjan Meglič - bobni
- Cene Resnik - saksofon
- Jani Hace - bas kitara
- Tomaž Okroglič Rous - klaviature in programiranje

### Dodatni glasbeniki
- Tomislav Jovanović - Tokac - vokal na Male roke/Voda

### Dodatna pomoč
- Tomaž Maras - snemanje pesmi Male roke/Voda
- Samo Jurca in Marko Jurca - snemanje pesmi Plastika, Domine in Homo Carnula (20. aprila 2007 v Solkanu[1]).